# برلیانت داداشوا
برلیانت سلیمان‌قیزی داداشوا (ترکی آذربایجانی: Brilliant Süleyman qızı Dadaşova؛ زادهٔ 15 September 1959 or ۱۹۶۵) موسیقی‌دان اهل جمهوری آذربایجان است. وی از سال ۱۹۸۵ میلادی تاکنون مشغول فعالیت بوده‌است.